# Volkswagen Tiguan
O Tiguan é um utilitário esportivo de porte médio da Volkswagen. O Modelo foi considerado o melhor entre os veículos fora de estrada (off-road) e utilitários esportivos. A fabricante recebeu o troféu durante o Salão do Automóvel de Genebra.
O modelo concorre diretamente com o Kia Sportage, Peugeot 4008, Renault Koleos e Nissan Qashqai.

## Galeria
- Primeira geração (2007-17)
- Segunda geração (2016-presente)

## Vendas
| Ano  | Produção global | Europa  | Turquia | China   | EUA     | EUA            | México | Brasil | Rússia |
| Ano  | Produção global | Europa  | Turquia | China   | Tiguan  | Tiguan Limited | México | Brasil | Rússia |
| ---- | --------------- | ------- | ------- | ------- | ------- | -------------- | ------ | ------ | ------ |
| 2007 | 16.272          | 6.891   |         |         |         |                |        |        |        |
| 2008 | 150.416         | 92.638  |         |         |         |                | 53     |        |        |
| 2009 | 145.002         | 105.601 |         |         |         |                | 1.539  | 431    |        |
| 2010 | 276.212         | 104.971 |         | 70.112  |         |                | 2.673  | 3.943  |        |
| 2011 | 356.187         | 110.409 |         | 129.172 | 25.990  |                | 2.994  | 5.599  |        |
| 2012 | 453.081         | 151.517 |         | 173.062 | 31.731  |                | 3.560  | 4.480  |        |
| 2013 | 472.958         | 142.523 |         | 199.782 | 30.002  |                | 4.042  | 5.599  |        |
| 2014 | 515.349         | 150.641 |         | 237.404 | 25.121  |                | 3.881  | 4.242  |        |
| 2015 | 501.712         | 148.338 |         | 255.751 | 35.843  |                | 3.835  | 1.816  |        |
| 2016 | 548.687         | 178.333 |         | 240.510 | 43.638  |                | 3.176  | 1.002  |        |
| 2017 | 769.870         | 236.323 |         | 340.032 | 21.023  | 25.960         | 9.604  | 1.418  | 27.666 |
| 2018 | 861.331         | 250.842 |         | 303.374 | 89.476  | 13.546         | 14.760 | 5.773  | 33.530 |
| 2019 | 910.926         | 264.762 |         | 228.951 | 109.572 | 391            | 14.548 | 13.077 | 37.242 |
| 2020 | 754.276         | 176.288 | 10.428  | 190.444 | 100.687 | 20             | 9.219  | 8.320  | 32.982 |
| 2021 | 598.656         | 132.601 | 8.546   | 164.649 | 109.743 | 4              | 9.009  | 3.418  | 29.232 |
| 2022 | 604.536         | 116.334 | 4.425   | 155.147 | 71.085  |                | 11.582 | 54     |        |
| 2023 | 633.147         |         | 8.654   | 153.797 | 76.227  |                | 12.478 | 790    |        |
| 2024 | 546.000         |         | 12.772  | 170.679 | 94.372  |                | 14.265 | 2.931  |        |

OBS: Não inclui automóveis importados.